# Friedrich Klein (Pfarrer, 1905)
Friedrich Heinrich Klein (geboren am 3. August 1905 in Homburg (Saar); gestorben vermutlich im August 1944 bei Leningrad) war ein deutscher evangelischer Pfarrer, der wegen seiner Homosexualität in der NS-Zeit verfolgt und von seiner Landeskirche mit dem Entzug der Ordinationsrechte 1943 entlassen wurde. Im Jahr 2020 rehabilitierte ihn die evangelische Kirche Berlin-Brandenburg-schlesische Oberlausitz (EKBO).

## Leben
Friedrich Klein wurde 1933 nach seinem Theologiestudium Mitglied der NSDAP und der rassistischen und antisemitischen Gruppe Deutsche Christen (DC). 1935 übernahm er in Nachfolge des verstorbenen Pfarrers Walter Häfele die Leitung der als deutschnational orientiert geltenden Immanuelgemeinde in Berlin-Prenzlauer Berg. Klein entfremdete sich von den Deutschen Christen, als 1937 Johannes Schwartzkopff als Pfarrer an die Immanuelkirche kam, ein Mitglied der NS-kritischen Bekennenden Kirche. Friedrich Klein soll Schwartzkopff dabei unterstützt haben, vom NS-Regime verfolgten Menschen zu helfen.
1941 wurde der Pfarrer zum Kriegsdienst eingezogen und arbeitete in einer Abhörstation. Im Dezember 1941 wurde er wegen „widernatürlicher Unzucht“ gemäß §175 Reichsstrafgesetzbuch mit dem 19-jährigen Unteroffizier Karl-Heinz Scheuermann verhaftet. In einem ersten Verfahren wurde Scheuermann verurteilt, Klein freigesprochen. Im September 1942 verfügte der Reichsminister der Luftfahrt, Hermann Göring, die Aufhebung des Freispruchs gegen Friedrich Klein; er wurde zu drei Jahren Haft verurteilt. Daraufhin trennte sich die Kirche von ihm. Am 20. Januar 1943 entzog sie Klein die Ordinationsrechte. Das Evangelische Konsistorium der Mark Brandenburg teilte ihm schriftlich mit: „Durch Feldurteil des Reichskriegsgerichts vom 27. November 1942 [...] sind Sie wegen Verführung eines Mannes unter 21 Jahren zur Unzucht zu 3 Jahren Gefängnis verurteilt worden. [...] Sie haben damit auch den Anspruch auf sämtliche Dienstbezüge und auf Versorgung, sowie die Befugnis, die Amtsbezeichnung zu führen, und die Rechte des geistlichen Standes verloren.“
Klein saß zuerst in Torgau in Sachsen in Haft. Im Juli 1944 wurde die Gefängnisstrafe zur Bewährung im Fronteinsatz ausgesetzt. Ein Feldpostbrief vom August 1944 war Kleins letztes Lebenszeichen, seit dem 1. August 1944 galt er als vermisst. Er starb vermutlich schon wenige Tage nach seinem Einsatz an vorderster Front im Raum Leningrad. Die Todeserklärung für Friedrich Klein erfolgte im Jahr 1975 durch das Amtsgericht Homburg.

## Aufarbeitung und Rehabilitation
Der „Gesprächskreis Homosexualität“, der sich seit seiner Gründung 1982 unter dem Dach der Advent-Kirche in Berlin (Prenzlauer Berg) trifft, und der Pfarrer der Immanuelgemeinde Mark Pockrandt wurden 2018 durch einen Zufallsfund in Kirchenakten auf die Biografie Friedrich Kleins aufmerksam und forderten dessen Rehabilitation. Der Gemeindekirchenrat der Immanuelgemeinde im Prenzlauer Berg forderte vom zuständigen Kirchenkreis Berlin Stadtmitte und der Landeskirche „die Aufarbeitung der Causa Friedrich Klein und die Rehabilitierung des unrechtmäßig Verurteilten“. Damit wolle die Gemeindeleitung erreichen, dass die Evangelische Kirche in Deutschland (EKD) alle wegen ihrer sexuellen Orientierung aus dem Kirchendienst entfernten Mitarbeitenden rehabilitiert. Als bundesweit erste Kirche rehabilitierte die evangelische Landeskirche Berlin-Brandenburg-schlesische Oberlausitz Klein als ersten NS-verfolgten schwulen Pfarrer. In einem Gedenkgottesdienst am 1. September 2020 in der Immanuelkirche verlas der Bischof der Evangelischen Kirche Berlin-Brandenburg-schlesische Oberlausitz (EKBO), Christian Stäblein, eine entsprechende Erklärung, um Kleins Ansehen wieder herzustellen: „Wir sind eine Institution, die ihre Schuld anerkennt und sich in neuer Weise homosexuellen Menschen zuwenden möchte.“ Die Landeskirche werde weitere Fälle von Diskriminierung nicht nur unter den Nazis aufarbeiten. Außerdem solle für Betroffene in der Landeskirche eine Anlaufstelle entstehen.